# Enginyeria de radiofreqüència
L'enginyeria de radiofreqüència (RF) és un subconjunt de l'enginyeria electrònica que implica l'aplicació de principis de línia de transmissió, guia d'ones, antena i camp electromagnètic al disseny i aplicació de dispositius que produeixen o utilitzen senyals dins de la banda de ràdio, el rang de freqüències d'uns 20 kHz fins a 300 GHz.

## Descripció
S'incorpora a gairebé tot el que transmet o rep una ona de ràdio, que inclou, entre d'altres, telèfons mòbils, ràdios, WiFi i ràdios bidireccionals. L'enginyeria de RF és un camp altament especialitzat que normalment inclou les àrees d'experiència següents:
- Disseny de sistemes d'antena per proporcionar cobertura radiativa d'una àrea geogràfica especificada mitjançant un camp electromagnètic o per proporcionar una sensibilitat especificada a un camp electromagnètic que incideix sobre l'antena.
- Disseny d'estructures d'acoblament i línies de transmissió per transportar energia de RF sense radiació.
- Aplicació d'elements de circuit i estructures de línies de transmissió en el disseny d'oscil·ladors, amplificadors, mescladors, detectors, combinadors, filtres, xarxes transformadores d'impedància i altres dispositius.
- Verificació i mesura del rendiment de dispositius i sistemes de radiofreqüència.[4]

Per produir resultats de qualitat, l'enginyer de RF ha de tenir un coneixement profund de la teoria de les matemàtiques, la física i l'electrònica general, així com una formació especialitzada en àrees com la propagació d'ones, transformacions d'impedància, filtres i disseny de plaques de circuit imprès de microstrip.

## Radioelectrònica
La radioelectrònica s'ocupa dels circuits electrònics que reben o transmeten senyals de ràdio.
Normalment, aquests circuits han de funcionar a nivells de potència i freqüència de ràdio, la qual cosa imposa limitacions especials al seu disseny. Aquestes limitacions augmenten en la seva importància amb freqüències més altes. A les freqüències de microones, la reactància de les traces del senyal esdevé una part crucial de la disposició física del circuit.
Llista de temes d'electrònica de ràdio:
- Oscil·ladors RF : bucle bloquejat en fase, oscil·lador controlat per tensió
- Transmissors, línies de transmissió, connectors RF
- Antenes, teoria de les antenes
- Receptors, sintonitzadors
- Amplificadors
- Moduladors, demoduladors, detectors
- Filtres RF
- Blindatge de RF, pla de terra
- Espectre dispers de seqüència directa (DSSS), potència de soroll
- Ràdio digital
- Amplificadors de potència de RF
  - Transistor d'efecte de camp d'òxid metàl·lic i semiconductor (MOSFET) : MOSFET de potència, semiconductor d'òxid metàl·lic de difusió lateral (LDMOS)
  - Transistors d'unió bipolar
- Processadors de banda base (complementari metall-òxid-semiconductor (CMOS))
- RF CMOS (circuits integrats de senyal mixt)

## Especialitats

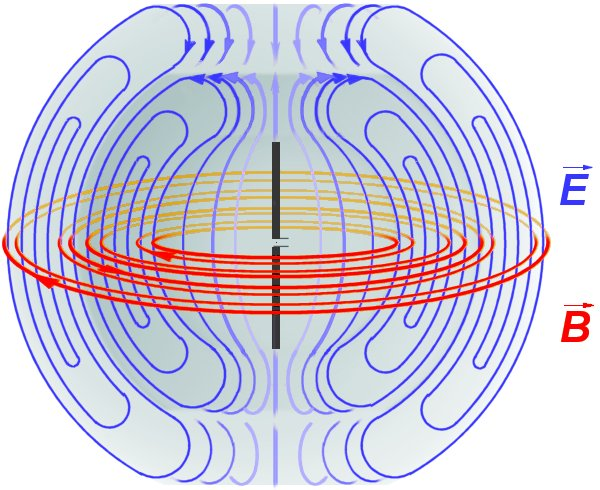
Diagrama dels camps elèctrics (blau) i dels camps magnètics (vermell) irradiats per una antena dipol (varetes negres) durant la transmissió.

Els enginyers de radiofreqüència són especialistes en el seu camp respectiu i poden assumir moltes funcions diferents, com ara disseny, instal·lació i manteniment. Els enginyers de radiofreqüència requereixen molts anys d'experiència àmplia en l'àrea d'estudi. Aquest tipus d'enginyer té experiència amb sistemes de transmissió, disseny de dispositius i col·locació d'antenes per obtenir un rendiment òptim. La descripció del treball de l'enginyer de RF en una instal·lació de difusió pot incloure el manteniment dels transmissors d'emissió d'alta potència de l'estació i els sistemes associats. Això inclou l'alimentació d'emergència del lloc del transmissor, el control remot, els ajustos de la línia de transmissió principal i l'antena, els enllaços STL / TSL de relé de ràdio de microones i molt més.
A més, un enginyer de disseny de radiofreqüència ha de ser capaç d'entendre el disseny del maquinari electrònic, el material de la placa de circuit, la radiació de l'antena i l'efecte de les freqüències d'interferència que impedeixen un rendiment òptim dins de l'equip que s'està desenvolupant.

## Matemàtiques
Hi ha moltes aplicacions de la teoria electromagnètica a l'enginyeria de radiofreqüència, utilitzant eines conceptuals com el càlcul vectorial i l'anàlisi complexa. Els temes estudiats en aquesta àrea inclouen guies d'ones i línies de transmissió, el comportament de les antenes de ràdio i la propagació de les ones de ràdio a través de l'atmosfera terrestre. Històricament, el tema va tenir un paper important en el desenvolupament de la dinàmica no lineal.